# Cingulopsis fulgida
Cingulopsis fulgida är en snäckart. Cingulopsis fulgida ingår i släktet Cingulopsis och familjen Cingulopsidae. Inga underarter finns listade i Catalogue of Life.